# مقاطعة جمامة
مقاطعة جمامة (بالصومالية: Degmada Jamaame)‏ هي إحدى مقاطعات محافظة جوبا السفلى جنوب الصومال، عاصمتها جمامة، يعيش في المقاطعة بشكل أساسي عشيرة بيمال المنحدرة من در.

## روابط خارجية
- مقاطعات الصومال
- الخريطة الإدارية لمقاطعة جمامة